# Sankt Leonhard am Hornerwald
Sankt Leonhard am Hornerwald là một thị xã thuộc huyện Krems-Land in Niederösterreich in Áo.